# Lee Da-yeong
Lee Da-yeong (hangul: 이다 영; hanja: 李 多 英; rr: I Da-yeong; nascida em 15 de outubro de 1996) é uma jogadora de vôlei sul-coreana que atualmente joga como levantadora da Seleção Sul-Coreana de Voleibol Feminino.    Ela é irmã gêmea de Lee Jae-yeong, que também foi membro da seleção sul-coreana de vôlei até sua suspensão.